# Morgonpasset i P3
Morgonpasset är ett radioprogram i Sveriges Radio P3 som sänds vardagar 05.59–09.30. Tidigare sändes programmet även lördag och söndag 08.00–11.00, men dessa helgsändningar upphörde i samband med att P3 gjorde förändringar från och med den 20 januari 2020. Programmet startade i sin nuvarande form i januari 1992.
Morgonpasset har sedan starten innehållit en blandning av musik, prat, intervjuer och sketcher. Ursprungligen sändes programmet från Göteborg med alternerande programledare. Idag sänds programmet från Radiohuset i Stockholm. Under somrarna 2009–2019 sändes ett vikarieprogram kallat Morgonpasset sommar från Malmö. Mellan 2013 och 2015 sändes programmet även i SVT2 på lördagar och på vardagar i SVT Play.
Genom åren har programmet haft många olika programledare i olika konstellationer. Under de tidiga åren på 1990-talet höll Tomas Tengby i programmet och under tidigt 2000-tal var Carina Berg och Patrik Ehrnst återkommande programledare. Mellan 2009 och 2022 ledde Kodjo Akolor programmet tillsammans med bland andra Hanna Hellquist och David Druid.
Programmet vann 2011 års Radiopris för bästa morgonprogram.[källa behövs]

## Historia
Det ursprungliga radioprogrammet Morgonpasset var ett gymnastikpass som sändes på morgnarna fram till 1987. Programmet parodierades av Totte Wallin i hans låt Morronpasset från 1980.

## Programledare genom åren
- 1992: Louise Hamilton, Tomas Tengby, Erik Blix (alternerande)[9]
- 1992–1994: Tomas Tengby, Stefan Livh, Sara Kadefors (alternerande)
- 1994–1995: Tomas Tengby
- 1996: Rickard Olsson
- 1997: Rickard Olsson och Annika Lantz (alternerande)
- 1998–2000: Annika Lantz
- 2001: Kjell Eriksson
- 2002: Elsa Helin och Tommy Svensson
- 2003 (våren): Kalle Brunelius, Katarina Andersson och Özz Nûjen
- 2003–2004: Carina Berg, Peter Erixon och Özz Nûjen
- 2004 (sommaren): Patrik Ehrnst och Rebecca Vinterbarn-Elg
- 2004–2005: Carina Berg och Peter Erixon; fredagar Özz Nûjen och Bobbo Krull eller Anders Johansson och Måns Nilsson
- 2005 (sommaren): Patrik Ehrnst, Anders Johansson och Måns Nilsson
- 2005: Peter Erixon
- 2006: måndag–torsdag Patrik Ehrnst, Olle Garp och Berivan Yildiz; fredag–söndag Patti Hansén och Malin Linneroth
- 2006: måndag–torsdag Patrik Ehrnst, Olle Garp och Julia Messelt; fredag–söndag Patti Hansén och Malin Linneroth
- 2006 (sommaren): Fredag–söndag Jesper Rönndahl och Melinda Wrede
- 2007: måndag–torsdag Olle Garp och Martina Thun; fredag–söndag Patti Hansén och Malin Linneroth
- 2008: måndag–torsdag Olle Garp och Martina Thun; fredag–söndag Patti Hansén, Malin Linneroth och Lovisa Håkansson
- 2008 (sommaren på helgerna): Anna Granath och Simon Svensson
- 2009: måndag–fredag Martina Thun, Kodjo Akolor och Hanna Hellquist[10]; lördag–söndag Patti Hansén, Malin Linneroth och Lovisa Håkansson[11]; sommarperioden Soraya Hashim och Cissi Wallin
- 2009 (sommaren 8 juni–14 augusti): Simon Svensson och Claudia Galli (från Malmö med daglig medverkan från Jonatan Unge och Suzanne Naffah)[12][13]
- 2010: måndag–fredag Martina Thun, Kodjo Akolor, Hanna Hellquist och Moa Svan[14]; lördag–söndag Soraya Hashim och Åsa Karlsson (återkommande krönikör: Emma Knyckare)[15]
- 2010 (sommaren 14 juni–20 augusti): Ola Selmén och Julia Blomberg (från Malmö med daglig medverkan från Jonatan Unge och Josefin Johansson).[16][17] På helgerna Aida Pourshahidi och Sagal Omar Hussein.[18]
- 2011 (sommaren 13 juni–19 augusti): Rikard Diego och Emma Knyckare (från Malmö med daglig medverkan från Ehsan Noroozi och Aron Flam)[19]
- 2012 (sommaren 11 juni–17 augusti): Rikard Diego och Emma Knyckare (från Malmö med daglig medverkan från Felicia Jackson och Simon Svensson)[20][21]
- 2013: Martina Thun, Kodjo Akolor, Hanna Hellquist, Soran Ismail, Nour El Refai, David Druid och Jörgen Lötgård[22]
- 2013 (sommaren 10 juni–16 augusti): Emma Knyckare och en ny "kollogäst" varje vecka (från Malmö med daglig medverkan från liftaren Robert Larsson samt krönikören Jonatan Unge)[23]
- 2014: Martina Thun, Kodjo Akolor, Hanna Hellquist, Soran Ismail, Nour El Refai, David Druid, Jörgen Lötgård och Kakan Hermansson[24]
- 2014 (sommaren 9 juni–15 augusti): Robert Larsson, Arantxa Álvarez. Bisittare var Victor Linnér och krönikör Ahmed Berhan.[25][26] På helgerna David Druid, Linnéa Wikblad, Behrad Rouzbeh, Catrine Lundell och Martin Lagos.[27]
- 2015: Martina Thun, Kodjo Akolor, Hanna Hellquist, Soran Ismail, Nour El Refai, David Druid, Sara Kinberg, Victor Linnér och Jörgen Lötgård
- 2015 (sommaren 8 juni–16 augusti): Arantxa Álvarez, Simon Svensson, Victor Linnér och Athena Afshari. Daglig medverkan från "utbytesstudenten" Anna Emanuelsson.[28]
- 2016 (sommaren 9 juni–17 augusti): Farah Abadi, Arantxa Álvarez, Simon Rosenqvist, Victor Linnér och Jonatan Unge[29]
- 2017 (våren): Martina Thun, Kodjo Akolor, Hanna Hellquist, David Druid, Sara Kinberg och Victor Linnér
- 2017 (sommaren 12 juni–20 augusti): Farah Abadi, Arantxa Álvarez, Sara Kinberg, Marcus Berggren och Jonatan Unge
- 2017 (hösten): Martina Thun, Kodjo Akolor, Hanna Hellquist, David Druid, Victor Linnér, Kalle Berg, Kristina Petrushina och Maria Nohra[30]
- 2018 (våren): Kodjo Akolor, Hanna Hellquist, David Druid, Victor Linnér, Kalle Berg, Kristina Petrushina och Maria Nohra
- 2018 (sommaren 11 juni–12 augusti): Farah Abadi, Ahmed Berhan, Isabelle Hambe, Victor Linnér och Petrina Solange[31]
- 2018 (hösten): Kodjo Akolor, Hanna Hellquist, David Druid, Victor Linnér, Kalle Berg, Maria Nohra och Marcus Berggren
- 2019 (våren): Kodjo Akolor, Hanna Hellquist, David Druid, Victor Linnér, Kalle Berg, Maria Nohra, Marcus Berggren och Linnea Wikblad
- 2019 (sommaren): Petrina Solange, Johannes Cakar, Isabelle Hambe, Nanna Olasdotter Hallberg och Ahmed Berhan
- 2019 (hösten): Kodjo Akolor, Hanna Hellquist, David Druid, Victor Linnér, Kalle Berg, Maria Nohra, Marcus Berggren, Linnea Wikblad och Nanna Olasdotter Hallberg
- 2020 (våren): måndag–fredag Kodjo Akolor, David Druid och Katherine Zimmerman (vikarie för Linnea Wikblad). Med nyheter av Kalle Berg, Babs Drougge och Carl-Johan Ulvenäs samt musiknyheter av Tina Mehrafzoon[32][33] Inhoppare: Marcus Berggren, Hanna Hellquist
- 2020 (sommaren): måndag-fredag Oscar Zia, Vendela Lundberg och Ison Glasgow. David Druid och Kodjo Akolor medverkade en vecka var under sommaren.
- 2020 (hösten): måndag-fredag Kodjo Akolor, David Druid och Katherine Zimmermann. Med nyheter av Carl-Johan Ulvenäs och Babs Drougge samt musiknyheter av Tina Mehrafzoon. Inhoppare: Marcus Berggren.
- 2023 (våren): måndag-fredag: David Druid Linnea Wikblad och Margret Atladottir. Matilda Rånge och Babs Drougge uppdaterar om nyhetsläget samt musiknyheter av Tina Mehrafzoon.[34]

Utöver de ordinarie programledarna har många kända radioprofiler passerat genom åren som vikarier, bland annat Mikael Syrén och Kattis Ahlström.
Väder-Annika hade sitt ursprung i Morgonpasset innan hon blev en Rally-företeelse.

## Gamla tävlingsmoment och återkommande inslag
- Onsdagsfrukost - Varje onsdag åt Hanna Hellquist frukost med en känd person. Hon har bland andra ätit frukost med Björn Ranelid, Katrine Kielos och Andreas Kleerup.
- Filmgåtan - Tre låtar spelades som tillsammans skulle kopplas ihop till en film. Lyssnarna fick ringa in och komma med förslag
- Nörd Royal - Tävling på lördagsmorgonen där två nördar tävlade om vem av dem som har nördigast livsstil. Lyssnarna SMS-röstade på sin favorit och programledarna avslöjade veckans vinnare i slutet av programmet.
- Introtävlingen - Tävling på fredagar där tio låtars intro spelades och där lyssnarna skulle lista ut både titel och artist; ett poäng för varje rätt, således max 20 poäng. Tävlingen övertogs från P3 Pop Non Stop då det lades ner.
- Önska en låt - Varje program inleddes och avslutades med att programledarna i Stockholm ringde upp en lyssnare som fick önska en låt. Önskningen hade lyssnaren fyllt i på Morgonpassets webbplats och den uppfylldes om lyssnaren hade en bra motivering.
- Trubadurerna - Två lyssnare kunde på fredagsmorgon få chansen att väcka en av sina nära eller kära med en favoritlåt. Väckningen skedde genom en låt uppspelad av livetrubadurerna i studion, Gustav och Kristofer.
- Kakpoäng - Programledarna i Göteborg berättade för varandra om uppoffringar och förändringar som de gjort för att förbättra sin individuella livssituation. Om de övriga programledarna ansåg att uppoffringen var bra nog fick man en kakpoäng. Även kända besökare och lyssnare kunde aspirera på att få kakpoäng.

### Fotnoter
1. ↑  ”Svensk mediedatabas”. http://smdb.kb.se/catalog/search?q=Morgonpasset+typ%3Aradio&sort=OLDEST. Läst 25 juni 2011.
2. ↑  ”Här är nya P3 med programnyheter och de nya programledarna”. Sveriges Radio. https://sverigesradio.se/sida/artikel.aspx?programid=2938&artikel=7384702. Läst 23 januari 2020.
3. ↑  ”SR P3 1992-01-13”. Svensk mediedatabas. http://smdb.kb.se/catalog/id/001947100. Läst 28 september 2011.
4. ↑  ”Morgonpasset i P3 – nu även i SVT 2 och SVT Play”. Sveriges Radio. 6 december 2012. http://sverigesradio.se/sida/artikel.aspx?programid=2938&artikel=5370670. Läst 23 oktober 2017.
5. ↑  ”Morgonpasset i P3 slutas sändas i SVT Play”. Arkiverad från originalet den 3 juli 2014. https://web.archive.org/web/20140703042519/http://www.svt.se/morgonpasset-i-p3/. Läst 23 april 2015.
6. ↑  ”Kodjo Akolor lämnar ”Morgonpasset i P3””. Aftonbladet. 26 januari 2022. https://www.aftonbladet.se/a/z7eJeK. Läst 28 november 2023.
7. ↑  ”SR P1 1987-02-09”. Svensk mediedatabas. http://smdb.kb.se/catalog/id/003175028. Läst 28 september 2011.
8. ↑  ”Morronpasset / Totte Wallin”. Svensk mediedatabas. http://smdb.kb.se/catalog/id/001885852. Läst 28 september 2011.
9. ↑  ”Morgonpasset, 1992”. Svensk mediedatabas. http://smdb.kb.se/catalog/search?q=morgonpasset+datum%3A1992&x=0&y=0. Läst 28 september 2011.
10. ↑  ”Nytt Morgonpass i P3 - Martina Thun får sällskap av Kodjo Akolor och Hanna Hellquist c”. Sveriges Radio. 29 december 2008. http://sverigesradio.se/sida/artikel.aspx?programid=2938&artikel=2551178. Läst 24 oktober 2017.
11. ↑  ”Premiär för nya Morgonpasset helg”. Sveriges Radio. 24 januari 2009. http://sverigesradio.se/sida/artikel.aspx?programid=2938&artikel=2584984. Läst 24 oktober 2017.
12. ↑  ”Claudia Galli tar över Morgonpasset i sommar”. Radionytt.se. 27 maj 2009. http://radionytt.se/nyheter/claudia-galli-tar-over-morgonpasset-i-sommar/. Läst 23 oktober 2017.
13. ↑  ”Vi har Sommarlov!”. Sveriges Radio. 5 juni 2009. http://sverigesradio.se/sida/artikel.aspx?programid=2024&artikel=2883502. Läst 14 november 2017.
14. ↑  ”Moa Svan ny i Morgonpasset i P3”. Sveriges Radio. 16 februari 2010. http://sverigesradio.se/sida/artikel.aspx?programid=2938&artikel=3445325. Läst 24 oktober 2017.
15. ↑  ”Dynamisk duo bjuder på glimrande morgonshow i P3”. Sveriges Radio. 21 januari 2010. http://sverigesradio.se/sida/artikel.aspx?programid=2938&artikel=3386957. Läst 24 oktober 2017.
16. ↑  ”Nybörjare gör Morgonpasset helg i sommar”. Radionytt.se. 16 juni 2010. http://radionytt.se/nyheter/nyborjare-gor-morgonpasset-helg-i-sommar/. Läst 23 oktober 2017.
17. ↑  ”Morgonpasset sommar med Ola Selmén och Julia Blomberg”. Sveriges Radio. 7 juni 2010. http://sverigesradio.se/sida/artikel.aspx?programid=2938&artikel=3763422. Läst 24 oktober 2017.
18. ↑  ”Radiorookies leder Morgonpasset helg i sommar”. Sveriges Radio. 14 juni 2010. http://sverigesradio.se/sida/artikel.aspx?programid=2938&artikel=3782229. Läst 24 oktober 2017.
19. ↑  ”Morgonpasset i P3 flyttar till Malmö – över sommaren”. Sveriges Radio. 8 juni 2011. http://sverigesradio.se/sida/artikel.aspx?programid=2938&artikel=4544000. Läst 24 oktober 2017.
20. ↑  ”Morgonpasset från Malmö även i sommar”. Radionytt.se. 2 juni 2012. http://radionytt.se/nyheter/morgonpasset-fran-malmo-aven-i-sommar/. Läst 23 oktober 2017.
21. ↑  ”Morgonpasset i P3 intar Malmö”. Sveriges Radio. 1 juni 2012. http://sverigesradio.se/sida/artikel.aspx?programid=2938&artikel=5133197. Läst 23 oktober 2017.
22. ↑  ”Morgonpasset i P3-familjen växer”. Sveriges Radio. 9 januari 2013. http://sverigesradio.se/sida/artikel.aspx?programid=2938&artikel=5402531. Läst 23 oktober 2017.
23. ↑  ”Emma Knyckare tar över Morgonpasset i P3”. Sveriges Radio. 10 juni 2013. http://sverigesradio.se/sida/artikel.aspx?programid=2938&artikel=5560022. Läst 23 oktober 2017.
24. ↑  ”Morgonpasset i P3 tar över hela helgen”. Sveriges Radio. 21 november 2013. http://sverigesradio.se/sida/artikel.aspx?programid=2938&artikel=5710029. Läst 23 oktober 2017.
25. ↑  ”Nya programledare för Morgonpasset i sommar”. Radionytt.se. 19 maj 2014. http://radionytt.se/nyheter/nya-programledare-for-morgonpasset-i-sommar/. Läst 23 oktober 2017.
26. ↑  ”Morgonpasset i P3 intar Malmö”. Sveriges Radio. 19 maj 2014. http://sverigesradio.se/sida/artikel.aspx?programid=2938&artikel=5864498. Läst 23 oktober 2017.
27. ↑  ”Nya och etablerade förmågor i Morgonpasset i P3:s helger i sommar”. Sveriges Radio. 10 juni 2014. http://sverigesradio.se/sida/artikel.aspx?programid=2938&artikel=5884474. Läst 23 oktober 2017.
28. ↑  ”Morgonpasset i P3 flyttar till Malmö i sommar”. Sveriges Radio. 28 maj 2015. http://sverigesradio.se/sida/artikel.aspx?programid=2938&artikel=6175115. Läst 23 oktober 2017.
29. ↑  ”De leder Morgonpasset i P3 i sommar”. Sveriges Radio. 8 juni 2016. http://sverigesradio.se/sida/artikel.aspx?programid=2938&artikel=6448836. Läst 23 oktober 2017.
30. ↑  ”Keyyo förstärker Morgonpasset i P3”. Sveriges Radio. 23 augusti 2017. http://sverigesradio.se/sida/artikel.aspx?programid=2938&artikel=6761207. Läst 23 oktober 2017.
31. ↑  ”Morgonpasset i P3 on Instagram: “HÄR ÄR GÄNGET SOM HÅLLER ER SÄLLSKAP I SOMMAR😍😍😍😍 Vet att ni är många som undrat, här är sommarens programledare!!! Woohoo!!! ✨Farah Abadi…””. Morgonpasset i P3. 8 juni 2018. https://www.instagram.com/p/BjwQgBvHDrP/. Läst 8 juni 2018.
32. ↑  ”Morgonpasset i P3 on Instagram: Här är gänget som kommer vara med er varje morgon!”. Morgonpasset i P3. 15 januari 2020. https://www.instagram.com/p/B7VwgosoYQq/. Läst 15 januari 2020.
33. ↑  Palm, Johanna (15 januari 2020). ”Så förändras P3: Nya format och programledare”. Sveriges Television. https://www.svt.se/kultur/har-ar-nya-p3. Läst 15 januari 2020.
34. ↑  ”Om Morgonpasset i P3”. Sveriges Radio. 9 juni 2014. https://sverigesradio.se/artikel/om-morgonpasset-i-p3. Läst 28 november 2023.